# Johannes Greber
Johannes Greber (ur. 2 maja 1874, zm. 31 marca 1944 w Nowym Jorku) – niemiecki spirytysta, były ksiądz katolicki.

## Życiorys
Urodził się w Wenigerath w Nadrenii, studiował na seminarium duchownym w Trewirze. W 1900 roku otrzymał święcenia kapłańskie. Był proboszczem niewielkiej wiejskiej parafii w regionie Hunsrück, gdzie zaangażował się w działalność charytatywną, organizując m.in. system opieki medycznej. W czasie I wojny światowej pomógł ponad 14 tysiącom dzieci znaleźć schronienie na terenie Holandii. W tym okresie zaczął się silnie interesować mistycyzmem, utrzymywał iż doznaje nadprzyrodzonych wizji. W 1923 roku za namową jednego ze swoich parafian wziął udział w seansie spirytystycznym. Wydarzenie to odmieniło jego światopogląd na tyle, iż w 1924 roku porzucił stan kapłański, a następnie wystąpił z Kościoła katolickiego.
W 1929 roku wyemigrował do Stanów Zjednoczonych. Osiadł w Nowym Jorku, gdzie organizował seanse spirytystyczne i bioenergoterapeutyczne. Opublikował kilka książek, m.in. Communications with the Spirit World (1932) i A Plan for the Solution of the Problem of the German Refugees (1939). Zorganizował także własną wspólnotę wyznaniową, liczącą w szczytowym okresie kilkuset wiernych. Głosił mieszankę antytrynitaryzmu i dualizmu, utrzymując że Jezus Chrystus był pierwszą istotą stworzoną przez Boga, a Szatan jest jego bratem-bliźniakiem, drugim Synem Bożym.
W 1937 roku opublikował własne tłumaczenie Nowego Testamentu (The New Testament, A New Translation and Explanation Based on the Oldest Manuscripts, New York 1937). Jak twierdził, dokonał przekładu na podstawie Kodeksu Bezy. Jak podano w przedmowie do „Nowego Testamentu” z 1980 roku w wątpliwych miejscach miał poprawiać tekst dzięki kontaktom ze światem nadprzyrodzonym. Jego żona jako medium miała otrzymywać od duchów wyjaśnienia co do właściwego przekładu słów biblijnych. Tłumaczenie miało być dokonane na język niemiecki, a następnie przełożone na angielski przez bliżej nieokreślone „kolegium kompetentnych tłumaczy”. Nowy Testament Grebera został dostosowany do doktryny spirytystycznej, m.in. poprzez użycie określenia medium wobec osób posiadających dar języków w 1 Kor 12,28.